# Domingos Gabriel Wisniewski
Domingos Gabriel Wiśniewski (ur. 2 marca 1928, zm. 21 lipca 2010) − brazylijski biskup polskiego pochodzenia, lazarysta i misjonarz. W 1955 przyjął święcenia kapłańskie. Od 1975 do 1979 pomocniczy biskup diecezji Kurytyba i tytularny biskup Tela. Od 1979 do 1983 ordynariusz diecezji Cornélio Procópio w stanie Parana. W 1983 przeniesiony na stolicę biskupią w Apucarana w stanie Parana. W 2005 przeszedł na emeryturę.